# Museijärnväg

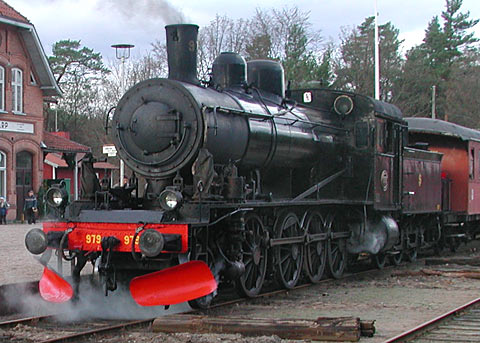
Ångloket E2 979 för Skånska Järnvägar på Brösarps station

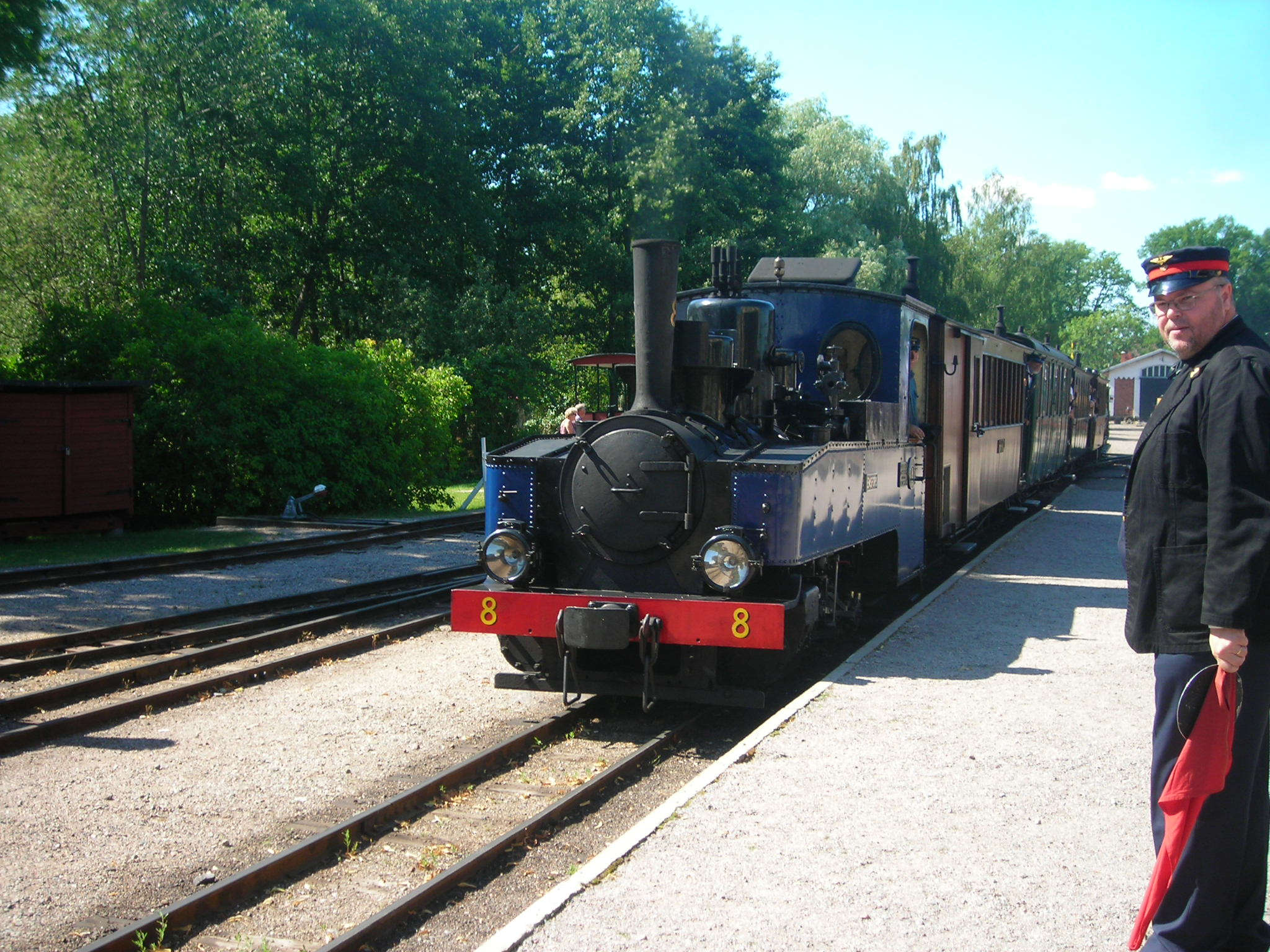
Brigadloket Emsfors vid Östra Södermanlands Järnväg i Mariefred

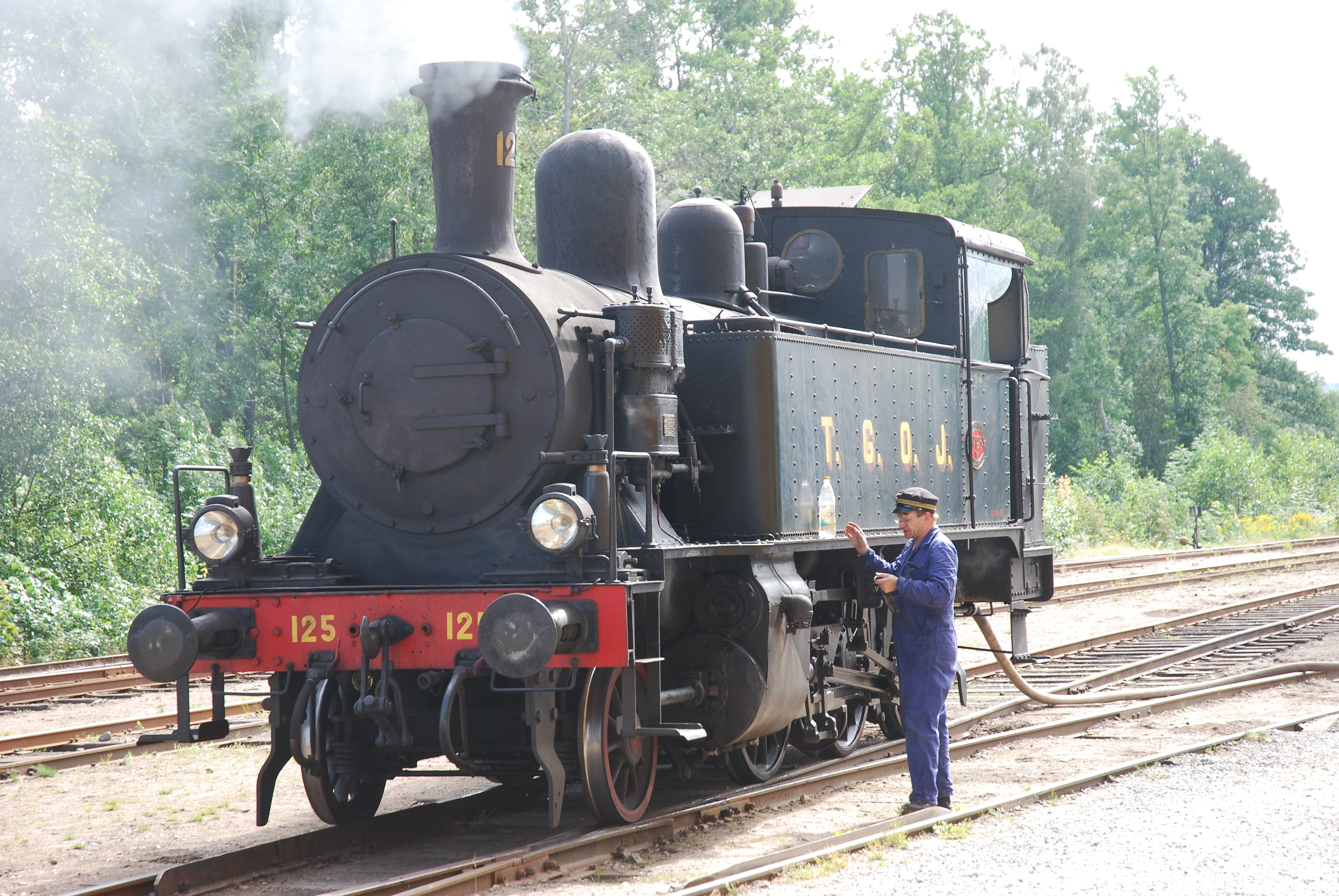
Lokomotiv TGOJ nr 125 på Nora Bergslags Veteran-Jernväg på Järnvägsstationen i Nora

En museijärnväg är en järnväg som fungerar som ett museum. En museijärnväg kan antingen vara byggd för detta ändamål, eller tidigare ha använts för reguljär tågtrafik, men lagts ned och gjorts om till museijärnväg. Förutom att köra trafik med historiska tåg, bevarar och förvaltar även museijärnvägarna, ofta i form av ideella föreningar hela järnvägen, inkluderat spår, byggnader och all rullande materiel. Museibanornas tåg håller ofta en lägre hastighet och har en anpassad trafik till en enklare infrastruktur, men de sköts i stort sett som ett trafikföretag eller en järnvägsförvaltning. En viktig skillnad mot reguljära järnvägar är att turtätheten är så låg, till exempel bara sommarhelger, att de inte passar passagerare som bara vill transportera sig.
Utöver museijärnvägarnas trafik förekommer även viss museitrafik på järnvägar som också används av andra tåg. Dessutom finns det turistjärnvägar, vars persontrafik bedrivs inte riktigt musealt, men inte heller för rena resenärer, utan för turister på sommaren, till exempel Inlandsbanan.

## Sverige
Museijärnvägarna i Sverige lyder under samma regelverk som kommersiella järnvägsföretag och står under tillsyn av Transportstyrelsen.
Museijärnvägarna i Sverige organiseras i Museibanornas Riksorganisation (MRO).

### Museijärnvägar och museispårvägar
| Landsdel | Län             | Kommun       | Bansträckning                                        | Spårvidd | Spår | Längd (km)         | Energikälla             | Från        | Till              | Sällskap                                 | Anmärkning / Källa                                           |
| -------- | --------------- | ------------ | ---------------------------------------------------- | -------- | ---- | ------------------ | ----------------------- | ----------- | ----------------- | ---------------------------------------- | ------------------------------------------------------------ |
| Götaland | Gotland         | Gotland      | Dalhem, Hesselby–Roma                                | 891      | 1    | 3,5                | ånga, diesel            | 1978        |                   | Gotlands Hesselby Jernväg, GHJ           |                                                              |
| Götaland | Gotland         | Gotland      | Kalkugnarna–Stenbrottet, Bläse                       | 600      | 1    | 2,2                | diesel                  |             |                   | Bläse Kalkbruksmuseum                    | industribana                                                 |
| Götaland | Jönköping       | Värnamo      | Os Bruk–Bor Norra                                    | 600      | 1    | 14,5               | ånga                    |             |                   | Ohs Bruks Järnvägs museiförening OBJ     | , Ohsabanan                                                  |
| Götaland | Kalmar          | Borgholm     | Fagerrör–Böda kronopark                              | 600      | 1    | 4,2 \|ånga, diesel |                         |             | Böda Skogsjärnväg |                                          |                                                              |
| Götaland | Kalmar          | Västervik    | Västervik–Hultsfred                                  | 891      | 1    | 70                 | ånga, diesel            |             |                   | Tjustbygdens Järnvägsförening, TJF       | Smalspårsjärnvägen Hultsfred–Västervik                       |
| Götaland | Kronoberg       | Uppvidinge   | Åseda–Hultanäs                                       | 891      | 1    |                    | diesel                  |             |                   |                                          |                                                              |
| Götaland | Kalmar          | Hultsfred    | Hultsfred–Målilla                                    | 891      | 1    | 11                 | dressin                 |             |                   |                                          | , dressin                                                    |
| Götaland | Skåne           | Klippan      | Klippan–Ljungbyhed                                   | 1435     | 1    |                    | ånga                    |             |                   | Veteranjärnvägen Klippan Ljungbyhed      | , dressin                                                    |
| Götaland | Skåne           | Kristianstad | Kristianstad, Järnvägsmuseum                         | 600      | 1    | 0,25               | ånga,                   |             |                   | Kristianstads Järnvägsmuseum             |                                                              |
| Götaland | Skåne           | Malmö        | Malmö, till Teknikens och Sjöfartens hus och slottet | 1435     | 1    |                    | el                      | 1987-08-15  |                   | Malmö stads spårvägar museiförening      | , Museispårvägen, Malmö                                      |
| Götaland | Skåne           | Simrishamn   | Brösarp–Sankt Olof                                   | 1435     | 1    | 13                 | ånga, diesel            | 1971        |                   | Skånska järnvägar                        |                                                              |
| Götaland | Kronoberg       | Markaryd     | Traryd/Strömsnäsbruk–Markaryd                        | 1435     | 1    | 13                 | ånga, diesel            | 1986        |                   | Skåne-Smålands Jernvägsmuseiförening     |                                                              |
| Götaland | Västra Götaland | Alingsås     | Anten–Gräfsnäs                                       | 891      | 1    | 12                 | ånga, diesel            |             |                   | Anten-Gräfsnäs Järnväg, AGJ              |                                                              |
| Götaland | Västra Götaland | Falköping    | ved Kättilstorp och Sandhem                          | 600      | 1    | 3,5                | diesel                  |             |                   | Föreningen Ryttarens torvströfabrik      | , torvbana                                                   |
| Götaland | Västra Götaland | Göteborg     | Göteborg, Centralstation–Liseberg.                   | 1435     |      |                    | el                      | 1981        |                   | Spårvägssällskapet Ringlinien            | Museitrafik på reguljära spår                                |
| Götaland | Västra Götaland | Munkedal     | Munkedals nedre–Åtorp–Munkedals hamn                 | 600      | 1    | 3,3                | ånga, diesel            | 1985        |                   | Munkedals Jernväg                        |                                                              |
| Götaland | Västra Götaland | Skara        | Skara–Lundsbrunn kurort                              | 891      | 1    | 11,2               | ånga                    |             |                   | Skara-Lundsbrunns Järnvägar, SkLJ        |                                                              |
| Götaland | Östergötland    | Linköping    | Gamla Linköping, Valla fritidsområde                 | 891      | 1    | 0,1                |                         |             |                   | Östergötlands Järnvägsmuseum             |                                                              |
| Götaland | Östergötland    | Norrköping   | Norrköping, Klingsbergsspår                          | 1435     |      |                    | el                      |             |                   | Svenska Spårvägssällskapet               | , Museitrafik i reguljära spår                               |
| Götaland | Östergötland    | Vadstena     | Vadstena–Fågelsta                                    | 891      | 1    | 9,6                | ånga, diesel            | 1978- 2007- | 1998 i dag        | Wadstena Fogelsta Järnväg, WFJ           |                                                              |
| Götaland | Östergötland    | Åtvidaberg   | Lakvik-Risten                                        | 600      | 1    | 1,5                | ånga, diesel, tryckluft | 1976        |                   | Risten–Lakviks Järnväg, RLJ              |                                                              |
| Norrland | Gävleborg       | Bollnäs      | Segersta                                             | 600      | 1    | 0,9                | ånga, diesel            |             |                   | Landabanan                               | ,                                                            |
| Norrland | Gävleborg       | Gävle        | Gävle                                                |          |      |                    |                         |             |                   |                                          | Museispårväg är under uppbyggnad                             |
| Norrland | Gävleborg       | Hudiksvall   | Delsbo–Fredriksfors                                  | 1435     | 1    |                    | el                      |             |                   | Dellenbanan                              | cykeldressin                                                 |
| Norrland | Gävleborg       | Ockelbo      | Jädraås–Tallås                                       | 891      | 1    | 4,5                | ånga                    | 1970        |                   | Jädraås-Tallås Järnväg, JTJ              |                                                              |
| Norrland | Jämtland        | Åre          | Åre, Torget–Fjällgården                              |          | 1    | 0,79               | el                      | 1910-03-07  |                   | Åre bergbana                             |                                                              |
| Norrland | Norrbotten      | Kiruna       | Kiruna                                               | 1000     |      |                    |                         | 1984        | 1993              | Spårvägsklubben i Kiruna                 |                                                              |
| Norrland | Norrbotten      | Luleå        | Luleå, Karlsvikhyttan–Gammelstad                     | 1435     | 1    | 5,5                | diesel                  |             |                   | Norrbottens Järnvägsmuseum               |                                                              |
| Norrland | Västerbotten    | Robertfors   | Robertsfors                                          | 762      | 1    | 1                  |                         |             |                   | Robertsfors Bruksjärnväg                 |                                                              |
| Norrland | Västernorrland  | Sundsvall    | Galtströms bruk i Njurunda                           | 891      | 1    | 2,4                | ånga                    | 1994        |                   | Galtströmståget                          | https://galtstrom.se/                                        |
| Svealand | Dalarna         | Gagnef       | Dala-Floda                                           | 600 500  | 1    | 0,5 0,4            | diesel                  |             |                   | Närsen-Grontjärns Järnväg                | , Skogbana, Hobbybana                                        |
| Svealand | Stockholm       | Sollentuna   | Viby–Hummelstugan                                    | 600      | 1    | 1,5                | ånga                    | 1974        | 1996-09           | Sollentuna Enskilda Järnväg              | ,                                                            |
| Svealand | Stockholm       | Stockholm    | Stockholm, Norrmalmstorg–Waldemarsudde (Djurgården)  | 1435     | 2    | 2,9                | el                      | 1991-06-02  |                   | AB Stockholms Spårvägar                  | , (Djurgårdslinjen)                                          |
| Svealand | Stockholm       | Värmdo       | Möja, Berg                                           | 600      | 1    | 0,1                | ånga                    |             |                   | Möja Jernväg, MöJ                        |                                                              |
| Svealand | Södermanland    | Flen         | Malmköping–Hosjö                                     | 1435     | 1    | 2,6                | el                      | 1969        |                   | Svenska Spårvägssällskapet               | , Museispårvägen Malmköping, Musietrafik på tidigare järnväg |
| Svealand | Södermanland    | Strängnäs    | Mariefred–Läggesta Nedre–Taxinge-Näsby               | 600      | 1    | 11,6               | ånga, diesel            | 1959        |                   | Östra Södermanlands Järnväg, ÖSlJ        |                                                              |
| Svealand | Uppsala         | Uppsala      | Uppsala Östra–Faringe                                | 891      | 1    | 32,6               | ånga, diesel, acku      | 1974        |                   | Upsala-Lenna Jernväg, ULJ Lennakatten    | ,                                                            |
| Svealand | Värmland        | Filipstad    | Lesjöfors, Älvsjöhyttan                              | 700      | 1    | 0,65               | häst                    | 1998        |                   | Älvsjöhyttans hästjärnväg                |                                                              |
| Svealand | Värmland        | Hagfors      | Hagfors                                              | 891      | 1    | 6,7                |                         |             |                   | Hagfors-Uddeholms Museijärnväg           | dressin                                                      |
| Svealand | Västmanland     | Fagersta     | Ängelsberg–Kärrgruvan                                | 1435     | 1    | 17,9               | diesel                  |             |                   | Engelsbergs-Norbergs Järnväg, ENJ        |                                                              |
| Svealand | Örebro          | Askersund    | vid Askersund–Örkaggen                               | 600      | 1    | 2,3                |                         |             |                   | Örkaggens Järnväg                        | , har en enskensbana (monorail)                              |
| Svealand | Örebro          | Lindesberg   | Frövi                                                | 600      | 1    | 0,7                | diesel                  |             |                   | Frövi Maskin- och Bruksbanemuseum, FMBBM |                                                              |
| Svealand | Örebro          | Nora         | Nora–Järle Nora–Bofors                               | 1435     | 1    | 25                 | ånga, diesel            |             |                   | Nora Bergslags Veteran-Jernväg, NBVJ     |                                                              |

### Järnvägs- och spårvägsmuseer
| Götaland | Gotland         | Gotland         | Dalhem, Hesselby station                      | 891           |            |            | Gotlands Hesselby Jernväg                                |              |          |          |           |                 |      |            |  |                                  |  |
| Götaland | Halland         | Hylte           | Landeryd                                      | 1435          | 2008       |            | Landeryds Järnvägsmuseum                                 |              |          |          |           |                 |      |            |  |                                  |  |
| Götaland | Jönköping       | Nässjö          | Nässjö                                        | 1435          |            |            | Nässjö Järnvägsmuseum                                    |              |          |          |           |                 |      |            |  |                                  |  |
| Götaland | Kronoberg       | Markaryd        | Strömsnäsbruk                                 | 1435          |            |            | Skåne-Smålands Jernvägsmuseiförening                     |              |          |          |           |                 |      |            |  |                                  |  |
| Götaland | Skåne           | Kristianstad    | Kristianstad, Västra Storgatan 74             | 1435 1067 600 |            |            | Kristianstads Järnvägsmuseum                             |              |          |          |           |                 |      |            |  |                                  |  |
| Götaland | Skåne           | Ängellholm      | Ängelholm                                     |               |            |            | Sveriges järnvägsmuseum Ängelholm                        |              |          |          |           |                 |      |            |  |                                  |  |
| Götaland | Västra Götaland | Gullspång       | Otterbäcken                                   | 1435          |            |            | Otterbäckens Järnvägsmuseum                              |              |          |          |           |                 |      |            |  |                                  |  |
| Götaland | Västra Götaland | Mellerud        | Dals Rostock                                  |               |            |            | Stationshuset i Dals Rostock                             |              |          |          |           |                 |      |            |  |                                  |  |
| Götaland | Västra Götaland | Munkedal        | Munkedal                                      |               | 1965       | 2006-09-03 | Chateau Småröd Museum                                    | ,            |          |          |           |                 |      |            |  |                                  |  |
| Götaland | Västra Götaland | Munkedal        | Munkedal Nedre                                | 600           |            |            | Munkedals Jernväg                                        | , öppet 2007 |          |          |           |                 |      |            |  |                                  |  |
| Götaland | Västra Götaland | Skara           | Skara                                         | 891           |            |            | Skara Järnvägsmuseum                                     |              |          |          |           |                 |      |            |  |                                  |  |
| Götaland | Västra Götaland | Alingsås        | Anten                                         | 891           | 2007       |            | Anten-Gräfsnäs Järnväg, AGJ                              |              |          |          |           |                 |      |            |  |                                  |  |
| Götaland | Västra Götaland | Åmål            | Åmål Östra                                    |               |            |            | Åmåls Järnvägsmuseum                                     | ,            |          |          |           |                 |      |            |  |                                  |  |
| Götaland | Östergötland    | Linköping       | Linköping Gamla Linköping Valla fritidsområde | 891 600       |            |            | Östergötlands Järnvägsmuseum                             |              |          |          |           |                 |      |            |  |                                  |  |
| Norrland | Gäveleborg      | Gävle           | Gävle, Rälsgatan 1                            | 1435          |            |            | Sveriges Järnvägsmuseum                                  |              | Norrland | Jämtland | Östersund | Brunflo station | 1435 | 2008-07-19 |  | Järnvägsmuseiföreningen Jämtland |  |
| Norrland | Norrbotten      | Arvidsjaur      | Moskosel                                      |               |            |            | Rallarmuseet i Moskosel                                  |              |          |          |           |                 |      |            |  |                                  |  |
| Norrland | Norrbotten      | Luleå           | Luleå, Karlsvik                               | 1435          |            |            | Norrbottens Järnvägsmuseum                               |              |          |          |           |                 |      |            |  |                                  |  |
| Norrland | Västerbotten    | Sorsele         | Sorsele                                       |               |            |            | Inlandsbanemuseet                                        |              |          |          |           |                 |      |            |  |                                  |  |
| Svealand | Dalarna         | Ludvika         | Grängesberg, 2 km sv centrum                  | 1435          |            |            | Lokmuseet i Grängesberg                                  |              |          |          |           |                 |      |            |  |                                  |  |
| Svealand | Dalarna         | Smedjebacken    | Smedjebacken                                  | 600 802       |            |            | Smedjebackens Ångbåtshamn                                |              |          |          |           |                 |      |            |  |                                  |  |
| Svealand | Stockholm       | Nynäshamn       | Nynäshamn                                     | 1435          |            |            | Nynäshamns Järnvägsmuseum                                |              |          |          |           |                 |      |            |  |                                  |  |
| Svealand | Stockholm       | Stockholm       | Stockholm, Södermalm                          | 1435          | 1920-talet |            | Stockholms Spårvägsmuseum, AB Storstockholms Lokaltrafik |              |          |          |           |                 |      |            |  |                                  |  |
| Svealand | Stockholm       | Södertälje      | Södertälje                                    |               |            |            | Marcus Wallenberg-hallen                                 | -            |          |          |           |                 |      |            |  |                                  |  |
| Svealand | Södermanland    | Flen            | Malmköping                                    |               |            |            | Svenska Spårvägssällskapet                               |              |          |          |           |                 |      |            |  |                                  |  |
| Svealand | Värmland        | Hagfors         | Hagfors, Uvedsvägen 7                         | 891           | 1987       |            | Hagfors Järnvägs- och Industrimuseum                     | ,            |          |          |           |                 |      |            |  |                                  |  |
| Svealand | Värmland        | Säffle          | Svanskog                                      |               |            |            | Svanskogs Järnvägsmuseum                                 |              |          |          |           |                 |      |            |  |                                  |  |
| Svealand | Västmanland     | Skinnskatteberg | Riddarhyttan                                  |               |            |            | Lokstallet 1093                                          |              |          |          |           |                 |      |            |  |                                  |  |
| Svealand | Örebro          | Lindesberg      | Frövi                                         | 600           |            |            | Frövi Maskin- och Bruksbanemuseum                        |              |          |          |           |                 |      |            |  |                                  |  |
| Svealand | Örebro          | Nora            | Nora                                          | 1435          |            |            | Nora Bergslags Veteran-Jernväg, NBVJ                     |              |          |          |           |                 |      |            |  |                                  |  |

### Museiföreningar
Föreningar som äger körbara museala tåg, dock utan egen järnväg
- Bergslagernas Järnvägssällskap (BJ:s), Göteborg
- Museiföreningen Gefle-Dala Jernväg (MfGDJ)
- Skåne-Smålands Jernvägsmuseiförening (SSJF)
- Museiföreningen Östra Skånes Järnvägar (mfÖSJ)
- Kalmar Veterantåg
- Ostkustbanans vänner (OKBv),
- Roslagsbanans Veterantågsförening (RBv),
- Föreningen Veteranjärnvägen,
- Museiföreningen Västra Centralbanans Järnväg,
- Järnvägssällskapet,  (Modelljärnväg)
- Orsa Jernvägsförening,  (Ideell förening)
- Svenska Motorvagnsklubben, Alvesta/Falköping.

## Norge

### Museijärnvägar och -spårvägar
| Landsdel   | Fylke     | Kommun               | Bansträckning                                           | Spårvidd | Spår | Längd (km) | Bevåg med    | Från       | Till       | Sällskap                             | 'Anmärkning / Källa            |
| ---------- | --------- | -------------------- | ------------------------------------------------------- | -------- | ---- | ---------- | ------------ | ---------- | ---------- | ------------------------------------ | ------------------------------ |
| Nordnorge  | Nordland  | Fauske kommun        | Sulitjelma, Sandnes, Sulitjelma Besøksgruve             | 600      | 1    | 1,5        | diesel       |            |            | Salten Museum                        |                                |
| Sørlandet  | Agder     | Kristiansands kommun | Kristiansand, Dyreparken                                | 1000     | 1    | 0,155      | batteri      | 1991       |            | Kardemommetrikken                    |                                |
| Sørlandet  | Agder     | Kristiansands kommun | Møvik fort, Kanonmuseum                                 | 600      | 1    |            | diesel       |            |            | Kristiansand Kanonmuseum             |                                |
| Sørlandet  | Agder     | Vennesla kommun      | Grovane–Røyknes                                         | 1067     | 1    | 8          | ånga         | 1964       |            | Stiftelsen Setesdalsbanen            |                                |
| Trøndelag  | Trøndelag | Orkdals kommun       | Bårdshaug–Løkken Verk                                   | 1000     | 1    | 22,0       | el           | 1983-07-10 |            | ORKLA Industrimuseum                 | ,, Thamshavnbanen              |
| Trøndelag  | Trøndelag | Trondheims kommun    | Trondheim                                               | 1000     |      |            | el           |            |            | Turtrikken AS                        | , Museispårväg                 |
| Vestlandet | Hordaland | Bergens kommun       | Garnes–Midttun                                          | 1435     | 1    | 17,9       | ånga         |            |            | Norsk Jernbaneklubb                  | , Museet Gamle Vossebanen      |
| Vestlandet | Hordaland | Odda kommun          | Tyssedal, Skjeggedal                                    | 600      | 2    | 0,965      | el           | 1911       |            | Mågelibanen                          | , bergbana                     |
| Vestlandet | Hordaland | Stords kommun        | Valvatna, Gruvemuseet på Litlabø                        | 600      | 1    | 0,6        | diesel       |            |            | Venelaget for Gruo                   |                                |
| Vestlandet | Rogaland  | Sandnes kommun       | Ganddal–Ålgård                                          | 1435     | 1    | 12,4       |              |            |            | Ålgårdbanen                          | , dressin                      |
| Östlandet  | Akershus  | Sørums kommun        | Sørumsand–Skulerud                                      | 750      | 1    |            | ånga         | 1966       |            | Venneforeningen Tertitten            | , Urskog–Hølandsbanen          |
| Östlandet  | Akershus  | Bærums kommun        | Gundershogget–Smutterud                                 | 600      | 1    | 0,6        | ånga, diesel | 1957       |            | Lommedalsbanen                       | dressin                        |
| Östlandet  | Akershus  | Ås kommun            | Vinterbro, Museumssporveien Vinterbro                   | 1435     |      |            |              |            |            | Lokaltrafikkhistorisk forening (LTF) | , Museispårväg                 |
| Östlandet  | Buskerud  | Drammens kommun      | Konnerud,                                               | 600      | 1    | 0,5        |              |            |            | Konnerud Gruber                      |                                |
| Östlandet  | Buskerud  | Kongsbergs kommun    | Kongsberg, Hyttegt 3, Norsk Bergverksmuseum–Sølvgruvene | 800      | 1    | 2,3        | diesel       |            |            | Norsk Bergverksmuseum                |                                |
| Östlandet  | Buskerud  | Krødsherads kommun   | Krøderen–Vikersund                                      | 1435     | 1    | 26         | ånga         | 1977       |            | Norsk Jernbaneklubb, NJK             | , Krøderbanen tidigare 1067 mm |
| Östlandet  | Innlandet | Folldals kommun      | Folldal, Folldal Gruver                                 | 600      | 1    | 0,6        | ackumulator  |            |            | Folldal Gruver                       |                                |
| Östlandet  | Innlandet | Hamars kommun        | Hamar, Strandveien 163                                  | 750      | 1    | 0,5        | ånga         | 1896       |            | Norsk Jernbanemuseum                 |                                |
| Östlandet  | Innlandet | Øyers kommun         | Lilleputthammer, Øyer Gjestegård                        | 1000     | 1    |            | diesel       |            |            | Øyer Gjestegård                      |                                |
| Östlandet  | Innlandet | Vestre Totens kommun | Eina–Dokka                                              | 1435     | 1    | 47,0       | diesel       |            |            | AS Valdresbanen                      | , dressin                      |
| Östlandet  | Telemark  | Tinns kommun         | Mæl–Rjukan                                              | 1435     | 1    | 15,6       | el           | 1992 2016  | ~2000 idag | Stiftelsen Rjukanbanen               |                                |
| Östlandet  | Telemark  | Tinns kommun         | Rjukan, Gaustatoppen                                    | 800      | 1    |            | el           |            |            | Gaustabanen                          | , bergbana                     |
| Östlandet  | Telemark  | Tokke kommun         | Åmdal, Åmdals Verk Gruver                               | 600      | 1    | 0,6        |              | ~1990      |            | Åmdals Verk Gruver                   |                                |

### Järnvägs- och spårvägsmuseer
| Landsdel   | Fylke     | Kommun       | Ort                       | Spårvidd | Från | Till | Sällskap                             | Anmärkning / Källa         |
| ---------- | --------- | ------------ | ------------------------- | -------- | ---- | ---- | ------------------------------------ | -------------------------- |
| Sørlandet  | Agder     | Kristiansand | Møvik fort, Kanonmuseum   | 600      |      |      | Kristiansand Kanonmuseum             |                            |
| Trøndelag  | Trøndelag | Trondheim    | Munkvoll station          | 1000     | 1995 |      | Sporveishistorisk Forening (SHF)     | Sporveismuseet i Trondheim |
| Vestlandet | Hordaland | Bergen       | Garnes station            | 1435     |      |      | Norsk Jernbaneklubb                  | , Gamle Vossebanen,        |
| Vestlandet | Hordaland | Bergen       | Stend station             | 750      |      |      | Nesttun-Osbanen                      |                            |
| Östlandet  | Akershus  | Bærum        | Gundershogget             | 600      |      |      | Lommedalsbanen                       |                            |
| Östlandet  | Buskerud  | Drammen      | Konnerud                  |          |      |      | Stiftelsen Konnerudverket            |                            |
| Östlandet  | Innlandet | Hamar        | Hamar, Strandveien 163    |          | 1896 |      | Norsk Jernbanemuseum                 |                            |
| Östlandet  | Oslo      | Oslo         | Majorstuen, Gardeveien 15 | 1435     | 1985 |      | Lokaltrafikkhistorisk forening (LTF) | Sporveismuseet             |

## Danmark

### Museijärnvägar och -spårvägar
| Region      | Kommun        | Bansträckning                                  | Spårvidd | Spår | Längd (km) | Bevåg med    | Från | Till | Sällskap                               | Anmärkning / Källa             |
| ----------- | ------------- | ---------------------------------------------- | -------- | ---- | ---------- | ------------ | ---- | ---- | -------------------------------------- | ------------------------------ |
| Hovedstaden | Allerød       | Blovstrød, Teglværksvej 10 - Oskar Jensens Bro | 700      | 1    | 1          | ånga         |      |      | Blovstrød Banen                        |                                |
| Hovedstaden | Høje-Tåstrup  | Hedehusene–Fem Ege                             | 700      | 1    | 3,5        | ånga, diesel |      |      | Hedelands Veteranbane                  | , industribana                 |
| Själland    | Guldborgsund  | Nysted, Ålholm Automobil Museum–kust           | 700      | 1    |            | ånga         |      |      | Stubberup Strand Bane                  | år 1995 körs år 2005 inte körs |
| Själland    | Lolland       | Maribo–Bandholm                                | 1435     | 1    |            |              | 1962 |      | Museumsbanen Maribo-Bandholm           |                                |
| Själland    | Skælskør      | Skælskør, Depot–hamn                           | 1435     | 1    |            |              |      |      | Omstigsklubben                         | , Museispårväg                 |
| Själland    | Ringsted      | Jystrup, i Sporvejsmuseet Skjoldenæsholm       |          | 1    |            | el           |      |      | Sporvejshistorisk Selskab              |                                |
| Syddanmark  | Fåborg        | Faaborg–Korinth                                | 1435     | 1    |            |              |      |      | Syd Fyenske Veteranjernbane (SFvJ)     |                                |
| Syddanmark  | Vejle         | Vejle–Jelling                                  | 1435     | 1    |            |              |      |      | Lokomotivklubben KLK                   |                                |
| Syddanmark  | Åbenrå        | Åbenrå–Rødekro                                 | 1435     | 1    |            |              |      | 2004 | Aabenraa Veteranbane                   | , körs med Dressin             |
| Midtjylland | Mariagerfjord | Mariager–Handest                               | 1435     | 1    |            | ånga         |      |      | Mariager-Handest Veteranjernbane (MHV) |                                |
| Midtjylland | Silkeborg     | Bryrup–Vrads                                   | 1435     | 1    | 5          | ånga         |      |      | Veteranbanen Bryrup Vrads              |                                |
| Midtjylland | Norddjurs     | Nørre Djurs, Stendyssevej 16                   | 600      | 1    | 2,5        | diesel       |      |      | Mosebrugsbanen                         | , torvbana                     |
| Nordjylland | Hanstholm     | Hanstholm, Tårnvej og Molevej                  | 600      | 1    | 1,2        |              |      |      | MuseumsCenter Hanstholm                |                                |
| Nordjylland | Ålborg        | Ålborg–Limfjord                                | 1435     | 1    |            | ånga, diesel |      |      | Limfjordsbanen                         |                                |
| Midtjylland | Holstebro     | Vinderup, Hjerl Hedevej 14                     | 785      | 1    |            | ånga         |      |      | Frilandsmuseet                         | , torvbana                     |

### Järnvägs- och spårvägsmuseer
| Region             | Kommun              | Ort                                    | Spårvidd | Från    | Till | Sällskap                  | Anmärkning / Källa |
| ------------------ | ------------------- | -------------------------------------- | -------- | ------- | ---- | ------------------------- | ------------------ |
| Region Själland    | Odsherred kommun    | Hørve station                          |          | 1992-05 |      | Odsherreds Trafikmuseum   |                    |
| Region Själland    | Ringsted kommun     | Jystrup, Sporvejsmuseet Skjoldenæsholm |          |         |      | Sporvejshistorisk Selskab | [                  |
| Region Själland    | Guldborgsund kommun | Gedser                                 |          |         |      | Gedser Remise             |                    |
| Region Midtjylland | Syddjurs kommun     | Ryomgård                               |          | 1981    |      | Djurslands Jernbanemuseum |                    |
| Region Syddanmark  | Odense kommun       | Odense, Dannebrogsgade 24              | 1435     |         |      | Danmarks Järnvägsmuseum   |                    |

### Museiföreningar
- Vestsjællands Veterantog[3], Slagelse kommun, spårvidd 1435

## Finland

### Museijärnvägar
| Landskap             | Kommun! Bansträckning | Spårvidd               | Spår | Längd (km) | Bevåg med | Från         | Till | Sällskap svenskt namn finskt namn | Anmärkning / Källa                       |                            |
| -------------------- | --------------------- | ---------------------- | ---- | ---------- | --------- | ------------ | ---- | --------------------------------- | ---------------------------------------- | -------------------------- |
| Egentliga Tavastland | Jockis                | Jockis–Minkiö–Humppila | 750  | 1          | 14,0      | ånga         | 1972 |                                   | Jockis museijärnväg                      |                            |
| Nyland               | Kervo                 | Kervo–Borgå            | 1524 | 1          |           | diesel       |      |                                   | Borgå Museijärnväg Porvoon museorautatie |                            |
| Mellersta Finland    | Keuru                 | Haapamäki              | 1524 | 1          |           | ånga, diesel |      |                                   | Haapamäen museoveturiyhdistys            |                            |
| Österbotten          | Nykarleby             | Kovjoki–Åttan          | 600  | 1          | 1,9       | ånga         |      |                                   | Nykarleby Jernväg                        |                            |
| Norra Karelen        | Outokumpu             | Kaivosmiehenpolku 2    | 750  | 1          | 1,15      |              | 2005 |                                   | Outokummun Kaivosrautatie                | , industrijärnväg (koppar) |

### Järnvägs- och spårvägsmuseer
| Landskap             | Kommun      | Ort                   | Spårvidd | Från      | Till    | Sällskap svenskt namn finskt namn                    | Anmärkning / Källa                                                                 |
| -------------------- | ----------- | --------------------- | -------- | --------- | ------- | ---------------------------------------------------- | ---------------------------------------------------------------------------------- |
| Nyland               | Hyvinge     | Hyvinge               | 1524     | 1905 1974 | 1973 nu | Finlands järnvägsmuseum                              | till 1973 i Helsingfors                                                            |
| Egentliga Tavastland | Jockis      | Minkiö                | 750      |           |         | Jockis museijärnväg                                  |                                                                                    |
| Österbotten          | Nykarleby   | Nykarleby             | 600      |           |         | Nykarleby Jernväg                                    |                                                                                    |
| Birkaland            | Ackas       | Toijala               | 1524     |           |         | Lokmuseet                                            |                                                                                    |
| Mellersta Finland    | Äänekoski   | Suolahti, Asemakatu 1 |          |           |         | Keitele museum Keitele-museo                         | Insjöhamn och en gammal järnvägsändstation med lokstall. Åkturer med museitåget. , |
| Mellersta Finland    | Keuru       | Haapamäki             |          |           |         | Ånglokparken i Haapamäki Haapamäen höyryveturipuisto |                                                                                    |
| Nyland               | Helsingfors | Tölögatan 51 A        | 1000     | 1993-Okt. |         | Spåramuseet                                          |                                                                                    |

### Övrigt
- Järnvägentusiaster i Norra Finland (fi: Pohjois-Suomen Rautatieharrastajat, PoRha)
- Järnvägentusiaster i Lahtis (fi: Lahden Rautatieharrastajat, Topparoikka Ry)
- Museilokföreningen i Pieksämäki (fi: Pieksämäen Höyryveturiyhdistys Ry)
- Museilokföreningen i Haapamäki (HMVY),  (fi: Haapamäen museoveturiyhdistys)
- Öppet bolaget Ångspår (fi: Höyryraide Ay)
- Ånglokresor 1009 (fi: Höyryveturimatkat 1009)

## Estland, Lettland och Litauen

### Museijärnvägar
| Land     | Län       | Bansträckning                        | Spårvidd | Spår | Längd (km) | Bevåg med    | Från | Till | Sällskap                 | Anmärkning / Källa |
| -------- | --------- | ------------------------------------ | -------- | ---- | ---------- | ------------ | ---- | ---- | ------------------------ | ------------------ |
| Estland  | Pärnu     | Lavassaare–Müramaa                   | Smalspår | 1    | 2          | ånga, diesel |      |      | Eesti Muuseumraudtee     |                    |
| Lettland | Gulbene   | Gulbene–Aluksne                      | Smalspår | 1    | 33         | ånga, diesel |      |      | Gulbenes-Aluknes Banitis |                    |
| Lettland | Ventspils | Ventspils, friluftmuseum, strandpark | 600      | 1    | 1,4        | ånga         |      |      | Seaside Open–Air Museum  |                    |

### Järnvägsmuseer
| Land     | Län      | Ort                       | Spårvidd | Från       | Till | Sällskap                           | Anmärkning / Källa |
| -------- | -------- | ------------------------- | -------- | ---------- | ---- | ---------------------------------- | ------------------ |
| Estland  | Pärnu    | Lavassaare                |          |            |      | Lavassaare muuseum                 |                    |
| Estland  | Lääne    | Haapsalu                  |          |            |      | Eesti Raudteemuuseum               |                    |
| Lettland | Gulbene  | Gulbene                   | Smalspår |            |      | Gulbenes-Aluknes Banitis           | ,                  |
| Lettland | Riga     | Riga, Uzvaras bulvārī 2/4 |          | 1994-08-30 |      | Latvijas dzelzceļa vēstures muzeja |                    |
| Lettland | Jelgava  | Jelgava, 3 Stacijas Str.  |          |            |      | Latvijas dzelzceļa vēstures muzeja |                    |
| Litauen  | Šiauliai | Šiauliai, Dubijos g. 44   |          | 1971-09-04 |      | Šiauliai Järnvägsmuseum            | [ död länk ]       |
| Litauen  | Vilnius  | Vilnius, Mindaugo g. 15   |          | 1966       |      | Vilnius Järnvägsmuseum             | ,                  |
| Litauen  | Utena    | Anykščiai station         | 750      | 1999       |      |                                    | ,                  |